# Ligne de tramway 55 (SNCV Groupe de Charleroi)
Pour les articles homonymes, voir Ligne 55.
La ligne 55 est une ancienne ligne du tramway vicinal de Charleroi de la Société nationale des chemins de fer vicinaux (SNCV) qui reliait Charleroi à Ransart entre 1928 et 1945.

## Histoire
1928 : création d'un service Charleroi Eden - Ransart Masses-Diarbois sous l'indice 55 en traction électrique via la ligne Charleroi - Châtelet entre Charleroi et Gilly Haies et la ligne Châtelet - Ransart entre ce point et Ransart ; exploitation par la SNCV.
Fin 1945-1946 : service combiné avec la ligne 54 (voir cette ligne).